# دنیل جولانی
دنیل جولانی (عبری: דניאל גולאני‎؛ زادهٔ ۱۹ مارس ۲۰۰۳) بازیکن فوتبال است.
وی همچنین در تیم‌های ملی فوتبال Ukraine national under-16 football team و Ukraine national under-17 football team بازی کرده‌است.